# Präriepipare
Präriepipare (Anarhynchus montanus) är en nordamerikansk fågel i familjen pipare inom ordningen vadarfåglar.

## Utseende och läten
Präriepiparen är en 21–23,5 cm lång, brun vadarfågel. På huvudet syns vit panna och ögonbrynsstreck samt svart på tygel och främre delen av hjässan. På undersidan syns ostreckat brunt bröst och vit buk. I flykten syns vita vingundersidor, svart stjärtspets och svarta handpennor med en vit fläck. Benen är bleka. Flyktlätet är ett kort, torrt "krrt" eller "krreet" medan spellätet beskrivs i engelsk litteratur som ett snabbt och hest visslande "we we we we...".

## Utbredning och systematik
Präriepiparen häckar i Nordamerika från Great Plains i västra Kanada till sydvästra USA. På vintrarna flyttar den till norra Mexiko. Den behandlas som monotypisk, det vill säga att den inte delas in i några underarter.

### Släktestillgörighet
Präriepiparen placeras traditionellt, liksom de flesta pipare, i det stora släktet Charadrius. Flera genetiska studier har dock visat att arterna i släktet inte är varandras närmaste släktingar. Istället är en stor grupp strandpipare, däribland präriepipare, närmare släkt med vipor i Vanellus och andra udda pipare som australiska inlandspiparen (Peltohyas australis) och arten snednäbb i Nya Zeeland (Anarhynchus frontalis) än med typarten för släktet större strandpipare.  Tongivande Clements m.fl. implementerade 2023 dessa resultat i sin systematik, vilket medfört att denna grupp lyfts ur Charadrius och istället förenats med snednäbben i släktet Anarhynchus. 

## Levnadssätt
Präriepiparen häckar på öppna slätter, gärna i närheten av präriehundar. Den övervintrar på kortvuxna grässlätter, plogade fält och i sandiga öknar. Fågeln lägger ett till fyra ägg direkt på marken. Liksom hos alla vadare är ungarna redo att lämna boet direkt efter kläckning.

## Status och hot
Internationella naturvårdsunionen IUCN kategoriserar präriepiparen som nära hotad (NT) på basis av den begränsade världspopulationen bestående av endast 20 000 vuxna individer. Därtill har den länge minskat i antal till följd av habitatförlust och degradering, orsakat av jordbruk, urbanisering och överbete. Data från 2017 visar att arten minskar med knappt 3 % årligen, men felmarginalen är stor och det finns tecken på att beståndet möjligen håller på att stabiliseras.

## Namn
Arten kallades tidigare på svenska bergpipare, direktöversatt av det engelska "Mountain Plover". Detta är dock ett missvisande namn eftersom fågeln inte ses i bergstrakter.

## Bildgalleri

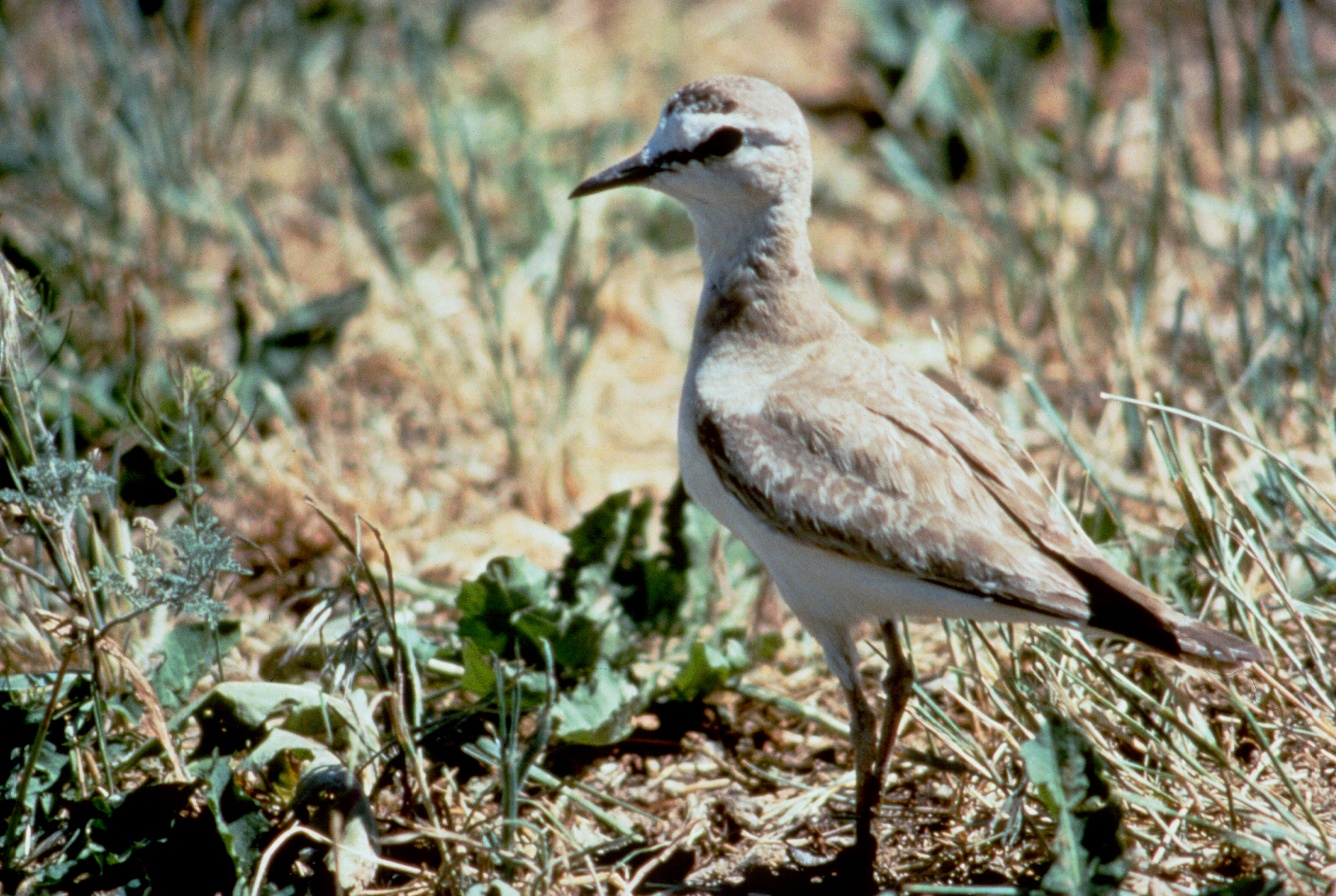
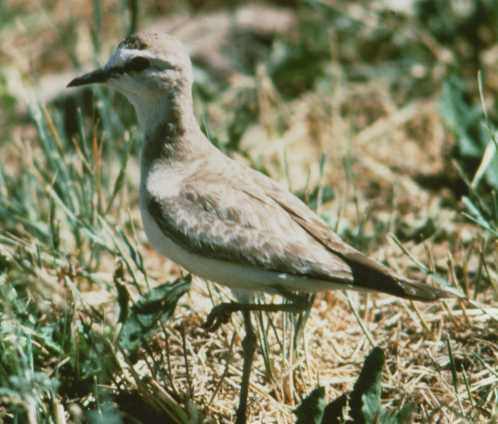